# NHL Heritage Classic 2003

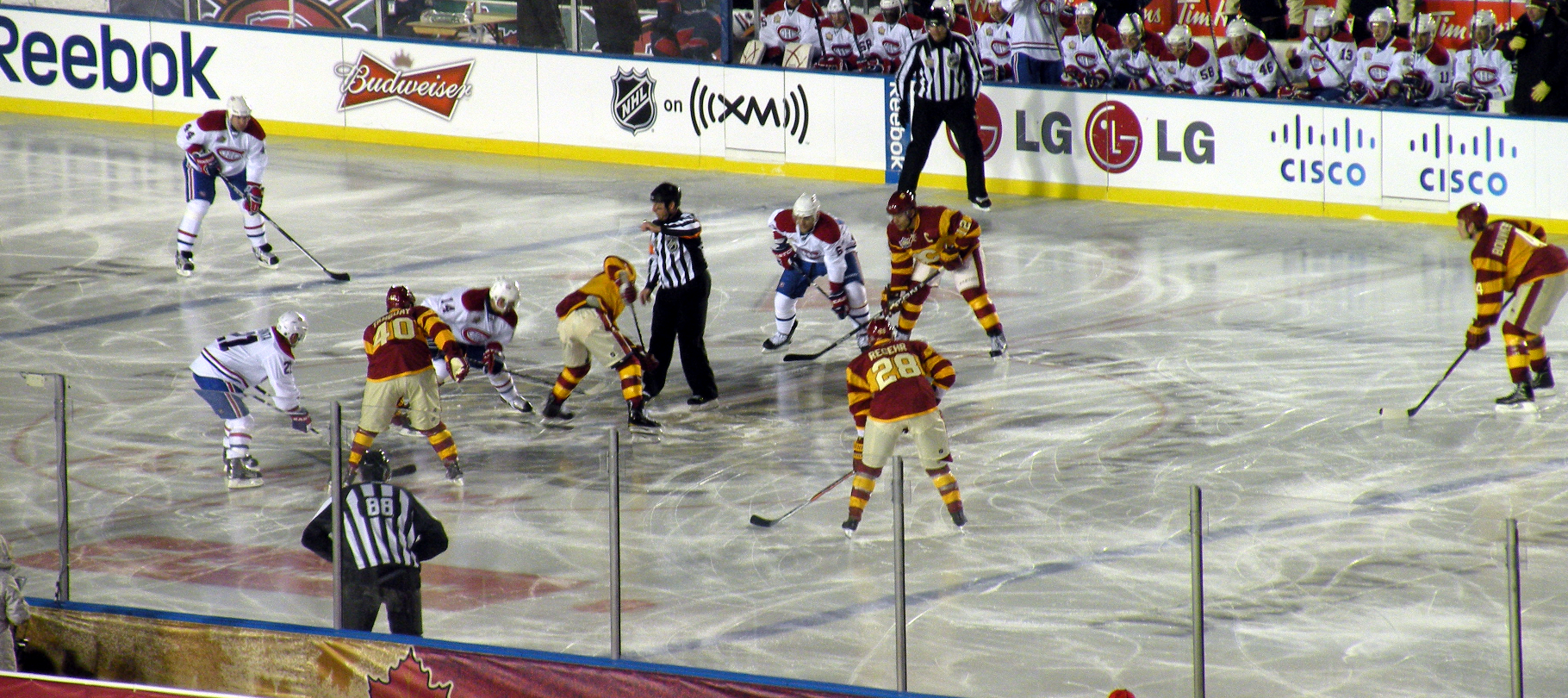
Nedsläpp på McMahon Stadium i Calgary under Heritage Classic 2011.

NHL Heritage Classic 2003 var en ishockeymatch som spelades utomhus den 22 november 2003 i Edmonton, Alberta, Kanada mellan Edmonton Oilers och Montreal Canadiens. Det var den första utomhusmatchen i NHL:s historia och man hade som förebild "Cold War"-matchen som spelades mellan Michigan Wolverines (University of Michigan) och Michigan State Spartans (Michigan State University) år 2001. Evenemanget var förlagt till Edmontons Commonwealth Stadium inför 57 167 åskådare vilket var det största åskådarantalet för en NHL-match någonsin trots att temperaturen låg på omkring -30°C. Evenemanget hölls till minnet av att Edmonton Oilers 25 år tidigare gick med i NHL 1978. Tv-sändningen av Canadian Broadcasting Corporation (CBC) slog också rekord med flest antal tv-tittare på en enda NHL-match med 2,747 miljoner. Den här var den första NHL-matchen som sändes i HDTV av CBC. 
Först spelades en match med före detta stjärnor mellan några av de bästa spelarna från båda klubbarna. Oilers representerades av de bästa spelarna från 1980-talet och leddes av Wayne Gretzky. Canadiens representerades av spelare från 1970-talets dynasti, ledda av Guy Lafleur och några spelare från truppen som vann 1986 och 1993. Båda lagen bestod av spelare som hade vunnit Stanley Cup med Oilers eller Canadiens, förutom Oilers förste NHL-kapten Ron Chipperfield och Canadiens Russ Courtnall som Réjean Houle sade hade valts för sin snabbhet. Mark Messier hade fått en specialtillåtelse från New York Rangers för att delta i matchen i Edmonton. Matchen bestod av två femtonminuters perioder istället för tre 20-minutersperioder och vanns av Oilers med 2-0. Efter matchen så skojade Messier att den målsnåla matchen var "en typisk Oilers-vinst," som var en hänvisning till de många målrika matcher som Oilers hade under sina glansdagar under 1980-talet.
I den andra matchen mellan Edmonton Oilers och Montreal Canadiens så vann Canadiens med 4-3. Richard Zednik i Canadiens gjorde det första målet i matchen och gjorde till sist också det matchavgörande målet. Den av de mest minnesvärda höjdpunkterna i matchen var målvakten José Théodore som bar en kanadensisk mössa som kallas tuque på sin hockeymask hela matchen.
Matchen släpptes på DVD av CBC, och innehåller extramaterial som till exempel intervjuer med spelarna.
Sedan den stora succén med matchen så har rykten florerat om att ytterligare en Heritage Classic skulle anordnas. Det finns också en växande rörelse i Edmonton för att införa en årlig vinterfestival, med en utomhus NHL-match som en hörnsten i evenemanget.